# Доменіко Бастіаніні
Доменіко Бастіаніні (італ. Domenico Bastianini; 24 серпня 1900, Тусканія — 29 березня 1941, Середземне море) — італійський морський офіцер. Проходив службу у Королівських військово-морських силах Італії під час Другої світової війни.

## Біографія
Доменіко Бастіаніні народився 24 серпня 1990 року у Тусканії (Лаціо). У 1922 році закінчив Вищу політехнічну школу в Неаполі за спеціальністю «морська інженерія». Того ж року отримав звання лейтенанта і ніс службу у Корпусі морських інженерів флоту. До 1928 року ніс службу в Арсеналі Ла-Спеції і в Технічному управлінні морських інженерів у Трієсті.
Отримав звання капітана, протягом 1931-1938 років був морським аташе у Лондоні. У 1938 році отримав звання майора, ніс службу у Міністерстві військово-морського флоту.
Отримав звання лейтенанта-полковника, ніс службу на крейсері «Тренто», а з 24 грудня 1940 року — на крейсері «Зара».
28 березня 1941 року під час бою біля мису Матапан крейсер «Зара» був серйозно пошкоджений, загорівся і втратив хід. Капітан корабля віддав наказ затопити корабель. Декілька офіцерів, серед них Доменіко Бастіаніні, Вітторіо Джаннанастасіо, Умберто Гроссо, добровільно кинулись в пороховий погріб, щоб підірвати корабель. У цей час в корабель влучили 4 торпеди, випущені з британського есмінця «Джервіс». Від влучання торпед вибухнули погреби боєзапасу. Близько 2:30 корабель затонув.
Загинуло 782 члени екіпажу, включаючи командира дивізії адмірала Карло Каттанео, капітана корабля Луїджі Корсі та його заступника Вітторіо Джаннанастасіо.
Доменіко Бастіаніні посмертно був нагороджений золотою медаллю «За військову доблесть».

## Нагороди
- Золота медаль «За військову доблесть»

## Вшанування
На честь Доменіко Бастіаніні у 1957 році була названа школа унтер-офіцерів флоту у Ла-Маддалені.